# Sorkhatani Beki

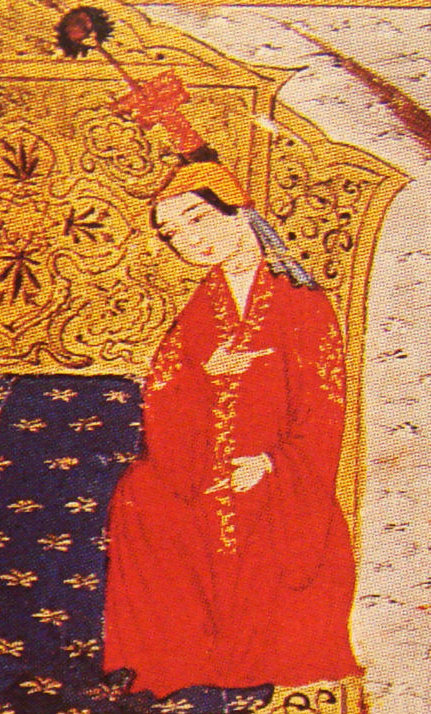
Sorkhatani Beki, Darstellung aus dem frühen 14. Jahrhundert

Sorkhatani Beki († 1252), aus dem Stamm der Keraiten, war die Tochter des Keraitenfürsten Jakha Gambu Khan und die Nichte des damaligen Königs, Toghril Khan.
Als Frau bzw. Witwe von Dschingis Khans viertem Sohn Tolui  (1191–1232) war sie die Mutter von Möngke Khan (1209–1259), Kublai Khan (1215–1294), Hülegü (1217–1265) und Arigkbugha Khan († 1266).
Sie war als Angehörige der Keraiten wohl eine Christin der  Assyrischen Kirche, die trotz allem eine Koranschule in Buchara stiftete und erfolgreich die bereits unter Dschingis Khan  vorhandene religiöse Toleranz im Mongolenreich ausbaute.
Ein wichtiger Beitrag für die Rolle der Mongolen bestand in ihrer Einsicht, eine rein ökonomische Ausbeutung der unterworfenen Völker sei wenig erfolgverheißend. Anstatt also China zu einer Weide für mongolisches Vieh zu degradieren, unterstützte sie in den Provinzen ihres Klans die etablierte chinesische Gesellschaft. Die erleichterten Bedingungen erhöhten die Produktion, die Steuer und den Tribut.
Sorkhatani Beki war ferner um den Ausgleich der Zwistigkeiten zwischen den Prinzen im Mongolenreich bemüht. Sie hatte an der Wahl ihres Sohnes Möngke zum Großkhan 1251 wesentlichen Anteil. Da ihre Söhne der gleichen Staatsphilosophie folgten, sicherte sie auf Jahrzehnte hinaus die Kontinuität und Stabilität.
Sorkhatani Beki wird sowohl bei dem päpstlichen Gesandten Johannes de Plano Carpini (um 1246) als auch bei den islamischen Chronisten und Ministern Dschuwaini (um 1260) und Raschīd ad-Dīn (um 1303) wegen ihrer hervorragenden persönlichen Eigenschaften hochgelobt.
Als Nachfolgerin kann man ihre Schwiegertochter Chabi, die Hauptfrau Kublai Khans, betrachten.
| Personendaten    | Personendaten                                                                                  |
| ---------------- | ---------------------------------------------------------------------------------------------- |
| NAME             | Sorkhatani Beki                                                                                |
| KURZBESCHREIBUNG | Tochter des Keraitenfürsten Jakha Gambu Khan und die Nichte des damaligen Königs, Toghril Khan |
| GEBURTSDATUM     | 12. Jahrhundert oder 13. Jahrhundert                                                           |
| STERBEDATUM      | 1252                                                                                           |